# まっすぐの唄
「まっすぐの唄」（まっすぐのうた）は、日本のフォークバンド・海援隊のメジャー25作目（通算29作目）のシングル。

## 概要
- 前作「新しい人へ」から2年ぶりにして、アルバム『朱夏を過ぎて白秋へ』からの先行シングル。同時に12cmからなるマキシシングル規格として最初の作品である。
- カップリング曲が初めて2曲収録された。
- 表題曲はメンバーの武田鉄矢主演のテレビドラマ『3年B組金八先生』の第6シリーズ主題歌に起用された。同作のタイアップを手掛けるのは通算5作目となった。
- オリコンチャート最高位36位を獲得。2作連続で圏内入りを果たした。

## 収録曲
1. まっすぐの唄
作詞：武田鉄矢
作曲：中牟田俊男
編曲：原田末秋
2. BOYS AND GIRLS DON'T CRY
作詞：武田鉄矢
作曲・編曲：千葉和臣
3. まい・ぱぁとなー
作詞：武田鉄矢
作曲：千葉和臣
編曲：山中紀昌
4. まっすぐの唄 (BACKING TRACK)
作曲：中牟田俊男
編曲：原田未秋
表題曲のインストゥルメンタルバージョン。

## タイアップ
- TBS系列木曜ドラマ『3年B組金八先生』第6シリーズ主題歌 (#1)

## 収録アルバム
- 朱夏を過ぎて白秋へ (#1,1 アコースティックバージョン,2,3)
- 光陰矢のごとし-3年B組金八先生主題歌集- (#1,1 アコースティックヴァージョン)
- 3年B組金八先生主題歌集 (#1,4)
- エッセンシャル・ベスト 1200 海援隊 (#1)